# Armoiries du Sénégal
Les armoiries du Sénégal dessinées, à la demande du président Léopold Sédar Senghor, par l'héraldiste Suzanne Gauthier, ont été adoptées en 1965.

## Description
L'écu est composées de deux parties. Dans la partie senestre (à gauche de l'observateur), sur un fond rouge, figure un lion et, à destre (à droite de l'observateur), sur un fond jaune, un baobab.
Au-dessus de l'écu, une étoile verte.

## Signification
Le lion est un symbole fréquent parmi les peuples de la zone soudanaise de l'Afrique et dans le groupe ethnique nord-soudanais auquel appartient la majeure partie des Sénégalais. Il était, avant la présence française, l'animal symbolique du pouvoir. Le roi était donc le roi-lion-soleil-dieu[réf. nécessaire]. Après, il devint l'animal officiel de l'État sénégalais.
L'étoile peut-être dérivé de symbole religieux sérère (« Yoonir »).
Le baobab est, dans chaque village, le lieu des réunions et de la parole ou du moins il en est le symbole. Accompagné de la représentation du fleuve Sénégal, il fait allusion au Psaume 1 .[réf. nécessaire]
Une couronne végétale entoure l'écu et porte, enroulée autour d'elle, un listel sur lequel on peut lire la devise nationale : « Un peuple, un but, une foi », la même devise que celle du Mali voisin en souvenir de la fédération qui a uni les deux pays entre le 17 janvier 1959 et le 20 août 1960.

Ancien emblème du Sénégal (1960-1965)